# Johan Wortman
Pour les articles homonymes, voir Wortman.
Johannes Hendrik Philip (Johan) Wortman, né le 3 novembre 1872 à La Haye et mort le 9 août 1898 à Ariccia, est un sculpteur et médailleur néerlandais.

## Biographie
Johan Wortman naît le 3 novembre 1872 à La Haye.
Il est le fils de Johannes Jacobus Wortman, portier au département des finances, et créateur de mode Dirkje Soer. Il étudie à l'académie de dessin de La Haye et reçoit son certificat d'enseignement à la Breitner Academie (nl) à Amsterdam.
De 1894 à 1896, il suit le cours de sculpture[réf. souhaitée] à l'Académie royale des beaux-arts d'Amsterdam avec Ferdinand Leenhoff[réf. souhaitée].
En 1896, il remporte le Prix de Rome avec une statue du fils prodigue, Johannes Cornelis Wienecke obtient la deuxième place. Selon le comité, le travail de Wortman « donne des preuves convaincantes d'un grand talent et d'un talent extraordinaire ». En plus d'une médaille d'or, il reçoit également une somme annuelle de 1200 florins, ce qui lui permet de passer quatre ans à Paris et à Rome. Il étudie quelque temps avec Gabriel-Jules Thomas à l'École des Beaux-Arts de Paris.
Il fait des bustes de membres de la famille royale hollandaise.
Au début de 1898, il fait un buste de la future reine Wilhelmina, qui avait posé plusieurs fois auparavant. Le buste fait partie de la collection de la famille royale et est commercialisé sous plusieurs formats. À la demande de la reine Régente Emma, Wortman conçoit une médaille commémorative à l'occasion de l'inauguration de Wilhelmina. Il part ensuite pour Rome.
Il interrompt son séjour en Italie pour son mariage le 17 juin 1898 à La Haye pour y dessiner Albertina Anna (Tine) Hinlopen (1872-1959). 
Johan Wortman meurt le 9 août 1898 à Ariccia, moins de deux mois plus tard de la fièvre typhoïde, à 27 ans.

## Œuvres
- 1896 - beeld van de verloren zoon, collectie Rijksakademie
- 1897 - beeld van een landbouwer, collectie Rijksakademie
- 1898 - bronzen buste van Wilhelmina, collectie Palais Het Loo
- 1898 - Inhuldigingsmedaille 1898, uitgevoerd door Begeer.

## Galerie

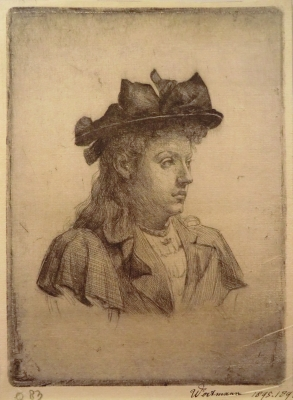
Portrait d'une jeune femme avec un chapeau.
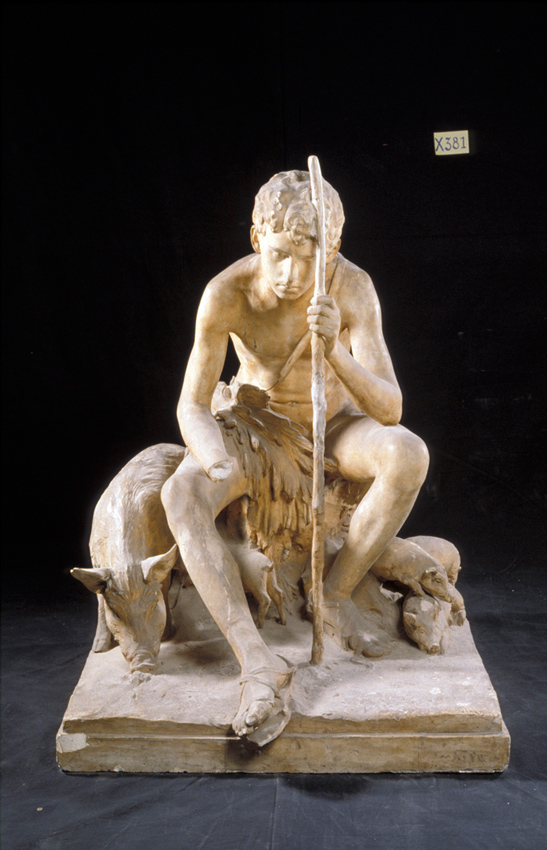
Le fils prodigue (1896).
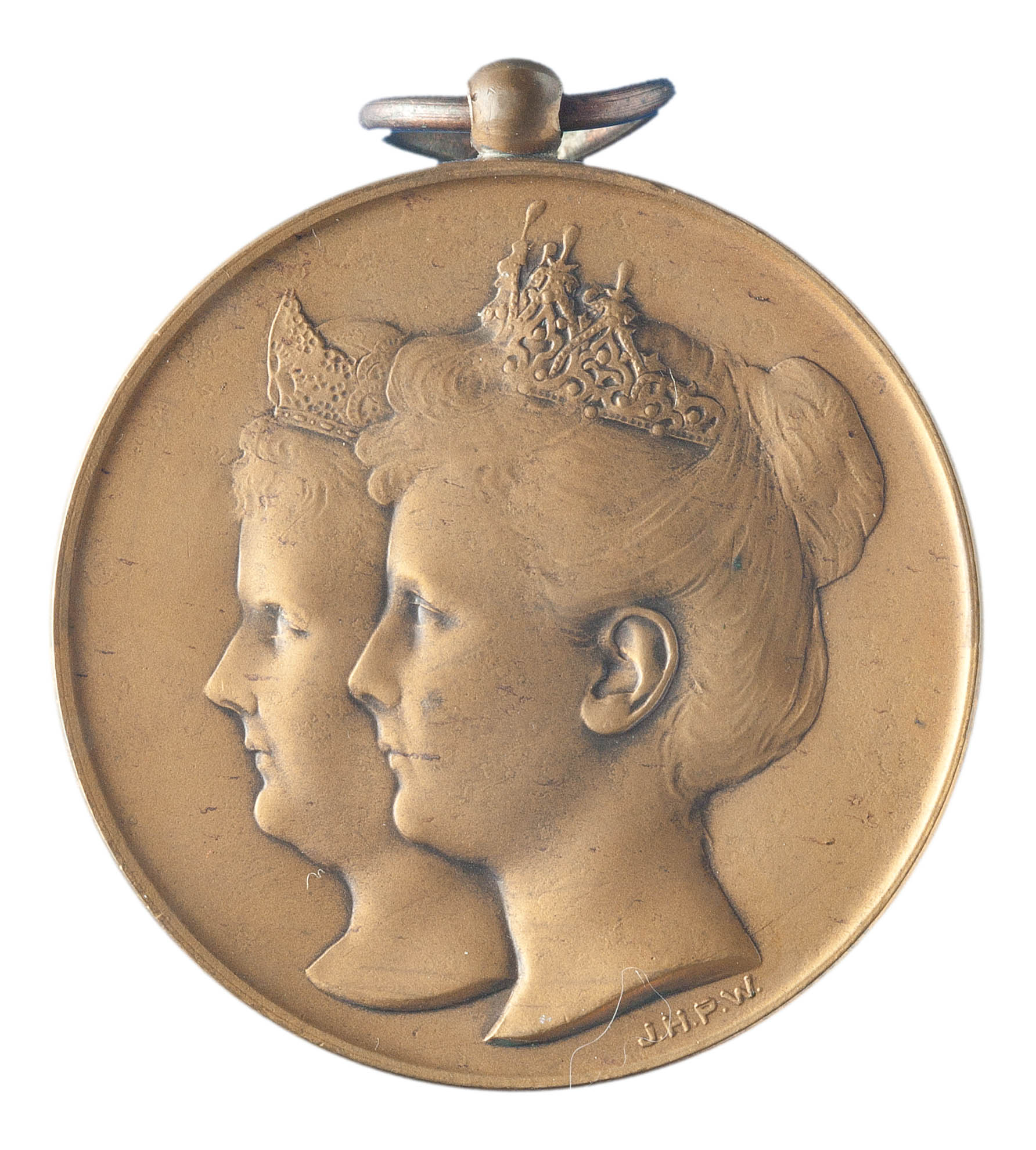
Draagteken ter herdenking van het regentschap van koningin Emma en de inhuldiging van koningin Wilhelmina